# Balansia henningsiana
Balansia henningsiana är en svampart som först beskrevs av Möller, och fick sitt nu gällande namn av Diehl 1950. Balansia henningsiana ingår i släktet Balansia och familjen Clavicipitaceae.   Inga underarter finns listade i Catalogue of Life.